# 日本国憲法第22条
日本国憲法 第22条（にほんこく（にっぽんこく）けんぽう だい22じょう）は、日本国憲法の第3章にある条文で、居住移転の自由、職業選択の自由、外国への移住、国籍離脱の自由について規定している。

## 条文
日本国憲法 - e-Gov法令検索

第二十二条
何人も、公共の福祉に反しない限り、居住、移転及び職業選択の自由を有する。
② 何人も、外国に移住し、又は国籍を離脱する自由を侵されない。

## 解説

### 営業の自由
特定の職業を営む自由を営業の自由という。日本国憲法にはこれを保障する直接の規定はないが、職業選択の自由を保障しても営業の自由を認めなければ、職業選択の自由の保障が無に帰することを理由として、営業の自由は憲法第22条により保障されると解するのが通説である。

## 沿革

### 大日本帝国憲法
東京法律研究会 p.8

第二十二條日本臣民ハ法律ノ範圍内ニ於テ居住及移轉ノ自由ヲ有ス

### GHQ草案
「GHQ草案」、国立国会図書館「日本国憲法の誕生」。

#### 日本語
第二十一条
結社、運動及住居選定ノ自由ハ一般ノ福祉ト抵触セサル範囲内ニ於テ何人ニモ之ヲ保障ス
何人モ外国ニ移住シ又ハ国籍ヲ変更スル自由ヲ有ス
第二十二条　学究上ノ自由及職業ノ選択ハ之ヲ保障ス

#### 英語
Article XXI.
Freedom of association, movement and choice of abode are guaranteed to every person to the extent they do not conflict with the general welfare.
All persons shall be free to emigrate and to change their nationality.
Article XXII. Academic freedom and choice of occupation are guaranteed.

### 憲法改正草案要綱
「憲法改正草案要綱」、国立国会図書館「日本国憲法の誕生」。

第二十
国民ハ凡テ公共ノ福祉ニ牴触セザル限リ居住、移転及職業選択ノ自由ヲ有スルコト
国民ハ外国ニ移住シ又ハ国籍ヲ離脱スルノ自由ヲ侵サルルコトナキコト

### 憲法改正草案
「憲法改正草案」、国立国会図書館「日本国憲法の誕生」。

第二十条
何人も、公共の福祉に反しない限り、居住、移転及び職業選択の自由を有する。
何人も、外国に移住し、又は国籍を離脱する自由を侵されない。

## 判例
- 帆足計事件（最大判昭和33年9月10日）裁判所判例検索システム 2017年11月24日閲覧
- 小売市場距離制限事件（最大判昭和47年11月22日刑集26巻9号586頁）裁判所判例検索システム　2014年8月17日閲覧
- 薬局距離制限事件（最大判昭和50年4月30日民集29巻4号572頁）裁判所判例検索システム 2014年8月17日閲覧
- マクリーン事件（最大判昭和53年10月4日）裁判所判例検索システム 2017年11月24日閲覧
- 成田新法事件（最大判平成4年7月1日）裁判所判例検索システム 2017年11月24日閲覧
- 酒類販売業免許拒否処分取消（最三判平成4年12月15日民集46巻9巻2829頁）裁判所判例検索システム　2014年8月17日閲覧
- 司法書士法違反被告事件（最三判平成12年2月8日刑集54巻2号1頁）裁判所判例検索システム　2014年8月17日閲覧